# 大龙河
大龙河是北京地区的一条河流。
位于大兴区境内。发源于黄村南铁道口闸，流向为西北向东南。先后流经大兴区的4个乡镇，在白塔村东与小龙河汇合。全长23公里。流域面积68.85平方公里。